# Iepixata
Iepixata (rus: Епишата) és un poble del krai de Perm, a Rússia, que en el cens del 2010 tenia 33 habitants. Forma part de l'assentament rural de Kliàpovo. Es troba a la riba dreta del riu Bardà, afluent del riu Silva pel marge dret, a l'est del centre regional, el poble de Beriózovka.